# Orophea katschallica
Orophea katschallica är en kirimojaväxtart som beskrevs av Wilhelm Sulpiz Kurz. Orophea katschallica ingår i släktet Orophea och familjen kirimojaväxter. Inga underarter finns listade i Catalogue of Life.